# Hilarion (Rogalewski)
Hilarion, nazwisko świeckie Rogalewski (zm. 1738, 1739 lub 1742) – biskup Rosyjskiego Kościoła Prawosławnego.

## Życiorys
Pochodził z Mińska. Ukończył Akademię Mohylańską w Kijowie, zaś po uzyskaniu dyplomu końcowego złożył wieczyste śluby mnisze. Następnie wyjechał do Rosji i dzięki protekcji marszałka Szeremetjewa został naczelnym kapelanem wojska rosyjskiego, następnie był głównym kapelanem floty. 23 lipca 1722 otrzymał godność archimandryty i został przełożonym Mgarskiego Monasteru Przemienienia Pańskiego k. Łubni. Po sześciu latach został przeniesiony do monastyru Dońskiego w Moskwie, gdzie również był przełożonym.
26 marca 1732 przyjął chirotonię na biskupa kazańskiego i natychmiast został podniesiony do godności arcybiskupiej. W eparchii kazańskiej skupiał swoje wysiłki na rozwoju szkolnictwa cerkiewnego i prowadzeniu działalności misyjnej wśród miejscowej ludności nierosyjskiej. Sprowadził do Kazania studentów Akademii Mohylańskiej: Beniamina (Pucka-Hryhorowicza) i Stefana Głowackiego (obaj zostali w przyszłości biskupami Rosyjskiego Kościoła Prawosławnego. Uczestniczyli oni w utworzeniu przy Ziłantowskim Monasterze Zaśnięcia Matki Bożej seminarium duchownego oraz czterech szkół dla ludności nierosyjskiej w Kazaniu, Jełabudze, Ciwilsku i Cariewokokszajsku.
W 1735 został przeniesiony na katedrę czernihowską. Jeszcze w tym samym roku popadł w konflikt z kapitanem Kobylinem, który bez stosownego carskiego ukazu prowadził pobór mnichów do wojska. Hilarion znalazł się w areszcie, następnie został zwolniony, jednak Świątobliwy Synod Rządzący kontynuował śledztwo w jego sprawie. W 1738 hierarcha odszedł z urzędu i zamieszkał w Ławrze Pieczerskiej. Zmarł na drodze do Petersburga w roku 1738, 1739 lub 1742, jadąc na posiedzenie Synodu w swojej sprawie. Został pochowany w Monasterze Chłopięcym w Twerze.